# Arquebisbat de Manizales
L'arquebisbat de Manizales  (castellà: Arquidiócesis de Manizales, llatí: Arquidiócesis de Manizales) és una seu metropolitana de l'Església Catòlica a Colòmbia. L'any 2004 tenia 731.000 batejats sobre una població de 750.000 habitants. Actualment està regida per l'arquebisbe Gonzalo Restrepo Restrepo.

## Territori

Mapa de l'arxidiòcesi

L'arxidiòcesi s'estén sobre un territori de 3.848  km² i comprèn part dels departaments de Caldas i Santa Rosa de Cabal, a la serralada Central colombiana.
El seu territori limita amb la diòcesi de Jericó, al nord-est amb la diòcesis de Jericó, a l'est amb les diòcesis de Sonsón-Rionegro i de La Dorada-Guaduas, a l'est amb la diòcesi de Líbano-Honda, al sud amb l'arxidiòcesi d'Ibagué i a l'oest amb la diócesi de Pereira.
La seu arxiepiscopal és la ciutat de Manizales, on es troba la basílica catedral de la Mare de Déu del Roser.
El territori està dividit en 80 parròquies, localitzades als municipis de risaraldense, Santa Rosa de Cabal; i dotze municipis caldenses, Aguadas, Aranzazu, Chinchiná, Filadelfia, La Merced, Manizales, Marulanda, Neira, Pácora, Palestina, Salamina i Villamaría. Exceptuant el corregiment de Montebonito, a Marulanda, que forma part de la diòcesi de La Dorada-Guaduas. reagrupades en 10 vicariats i 4 zones pastorals.

### Sufragànies
L'arxidiòcesi de Manizales té tres diòcesis sufragànies:
- Armenia
- La Dorada-Guaduas
- Pereira.[5]

## Història
La diòcesi de Manizales va ser erigida l'11 d'abril de 1900 per mitjà de la butlla Apostolicae Sedi del Papa Lleó XIII, amb territori desmembrat de l'arquebisbat de Popayán i de la diòcesi de Medellín (avui arxidiòcesi). Inicialment era sufragània de Popayán i, des del 24 de febrer de 1902 quedà com a sufragània de l'arquebisbat de Medellín.
El territori de la nova diòcesi cobria llavors totalment el territori del Viejo Caldas, departament que va ser creat mitjançant Llei 17 de 1905.
El 17 de desembre de 1952 el Papa Pius XII erigí les diòcesis de Pereira i Armènia, segregant-les de Manizales.
El 10 de maig de 1954, per mitjà de la butlla Ob arduum, erigí la província eclesiàstica de Manizales i elevà la diòcesi a la dignitat d'arxidiòcesi.
El 29 de març de 1984 el Papa Joan Pau II creà la diòcesi de La Dorada-Guaduas amb territori tret de l'arxidiòcesi de Manizales, posant la nova diòcesi com a sufragània de Manizales.

## Cronologia episcopal

Escut de l'arxidiòcesi

- Gregorio Nacianceno Hoyos, 16 de desembre de 1901 - 25 d'octubre de 1921 mort
- Tiberio de Jesús Salazar y Herrera, 6 de juliol de 1922 - 7 de juliol de 1932 nomenat arquebisbe coadjutor de Medellín
- Juan Manuel González Arbeláez, 3 de juliol de 1933 - 6 de juny de 1934 nomenat arquebisbe titular d'Eno
- Luis Concha Córdoba, 13 de juliol de 1935 - 18 de maig de 1959 nomenat arquebisbe de Bogotà
- Arturo Duque Villegas, 7 de juliol de 1959 - 22 maig de 1975 jubilat
- José de Jesús Pimiento Rodríguez, 22 de maig de 1975 - 15 d'octubre de 1996 jubilat
- Fabio Betancur Tirado, 15 d'octubre de 1996 - 7 d'octubre de 2010 renuncià
- Gonzalo Restrepo Restrepo, des del 7 d'octubre de 2010

## Estadístiques
A finals del 2004, la diòcesi tenia 731.000 batejats sobre una població de 750.000 persones, equivalent al 97,5% del total.
| any  | població | població | població | sacerdots | sacerdots       | sacerdots       | sacerdots             | diaques | religiosos | religiosos | parròquies |
| ---- | -------- | -------- | -------- | --------- | --------------- | --------------- | --------------------- | ------- | ---------- | ---------- | ---------- |
| any  | batejats | total    | %        | total     | clergat secular | clergat regular | batejats por sacerdot | diaques | homes      | dones      |            |
| 1950 | 949.000  | 950.000  | 99,9     | 227       | 167             | 60              | 4.180                 |         | 160        | 702        | 64         |
| 1965 | 780.000  | 783.201  | 99,6     | 272       | 184             | 88              | 2.867                 |         | 179        | 789        | 57         |
| 1970 | 749.000  | 750.000  | 99,9     | 268       | 173             | 95              | 2.794                 |         | 140        | 559        | 64         |
| 1976 | 612.182  | 615.182  | 99,5     | 212       | 161             | 51              | 2.887                 |         | 107        | 925        | 68         |
| 1980 | 610.556  | 618.177  | 98,8     | 202       | 151             | 51              | 3.022                 |         | 87         | 890        | 69         |
| 1990 | 549.000  | 556.000  | 98,7     | 183       | 135             | 48              | 3.000                 | 8       | 69         | 355        | 62         |
| 1999 | 796.345  | 840.345  | 94,8     | 192       | 143             | 49              | 4.147                 | 22      | 85         | 495        | 72         |
| 2002 | 815.000  | 840.000  | 97,0     | 186       | 132             | 54              | 4.381                 | 28      | 97         | 429        | 78         |
| 2003 | 731.000  | 750.000  | 97,5     | 209       | 158             | 51              | 3.497                 | 34      | 131        | 395        | 81         |
| 2004 | 731.000  | 750.000  | 97,5     | 208       | 163             | 45              | 3.514                 | 34      | 109        | 395        | 80         |